# Tmarus protobius
Tmarus protobius là một loài nhện trong họ Thomisidae.
Loài này thuộc chi Tmarus. Tmarus protobius được Arthur Merton Chickering miêu tả năm 1965.